# Aeroportul Internațional Terrance B. Lettsome
Aeroportul Internațional Terrance B. Lettsome (IATA: EIS, ICAO: TUPJ) este un aeroport din Beef Island⁠(d), Insulele Virgine Britanice, Teritoriile britanice de peste mări, Regatul Unit ce deservește zona Insulele Virgine Britanice. A fost numit după Terrance B. Lettsome⁠(d).
Situat la o altitudine de 4 m, aeroportul dispune de o singură pistă.